# Ampleforth
Ampleforth is een civil parish in het bestuurlijke gebied Ryedale, in het Engelse graafschap North Yorkshire met 1345 inwoners.